# Aleksandar Prijović
Aleksandar Prijović (szerbül: Александар Пpиjoвић; Sankt Gallen, 1990. április 21. –) svájci születésű szerb válogatott labdarúgó, a Western United játékosa.

## Pályafutása

### Klubcsapatokban
A svájci St. Gallen csapatában nevelkedett, majd innen került az olasz Parma csapatában. 2008-ban a Derby County klubjába igazolt, az itt töltött időszak alatt kölcsönben megfordult az angol Yeovil Town és a Northampton Town csapatában. 2010. február 1-jén a Sion csapatához igazolt. Kölcsönben a Lausanne-Sport és a norvég Tromsø IL együttesénél is megfordult. 2013. augusztus 15-én 2 és fél évre szerződtette a svéd Djurgårdens. A 2014–15-ös szezont a török Boluspor játékosaként töltötte, majd innen a lengyel Legia Warszawa szerződtette. 2017 nyarától a görög PAÓK csapatának a játékosa. 2019 januárjában az el-Áttihád klubjába igazolt. 2021 októberében az ausztrál Western United csapatának lett a labdarúgója.

### A Válogatottban
6 alkalommal pályára lépett a szerb U17-es és U19-es válogatottban. A svájci U20-as és U21-es válogatottban pedig 4 alkalommal szerepelt. 2017 februárjában kérvényezte, hogy a szerb válogatottban pályára léphessen, ezt később megkapta. Mladen Krstajić szövetségi kapitány meghívta a 2018-as labdarúgó-világbajnokságra utazó keretébe.

## Sikerei, díjai

### Klub
- Sion
  - Svájci kupa: 2010–11

- Legia Warszawa
  - Lengyel bajnokság: 2015–16, 2016–17
  - Lengyel kupa: 2015–16

- PAÓK
  - Görög bajnokság: 2018–19
  - Görög kupa: 2016–17, 2017–18

- Western United
  - Ausztrál bajnokság: 2021–22

### Egyéni
- Görög bajnokság gólkirálya: 2017–18